# Dar Runga
Dar Runga fue un antiguo sultanato africano ubicado en lo que hoy es el centro-sur de Chad. Era un estado tributario del Imperio uadai. Fue conquistado por Rabih az-Zubayr en 1890 y anexado a su antiguo estado vasallo, el sultanato de Dar al-Kuti.